# Home for Christmas (álbum de Dolly Parton)
Home for Christmas fue un álbum navideño que publicó la cantautora estadounidense Dolly Parton .El lanzamiento de esta producción fue acompañado con un especial de televisión de la cadena American Broadcasting Company.

## Canciones
1. "First Noel"
2. "Santa Claus Is Coming To Town"
3. "I'll Be Home For Christmas"
4. "Rudolph The Red Nosed Reindeer"
5. "Go Tell It On The Mountain"
6. "The Little Drummer Boy"
7. "We Three Kings"
8. "Jingle Bells"
9. "O Little Town Of Bethlehem"
10. "Joy To The World"